# Elia y Elizabeth
Elia y Elizabeth es un dúo de música pop colombiana, formado por las hermanas Elia y Elisabeth Fleta. Su carrera fue breve (1972-1973) y solo produjo dos discos, pero fueron merecedoras del premio del Festival del Coco en Barranquilla, el premio Príncipe de Oro organizado por la emisora de radio homónima y nominadas al premio Onda como la revelación del año 1972.

## Biografía
Las dos hermanas nacieron en Bogotá con un año de diferencia. Su padre era hijo del tenor español Miguel Fleta, y sus tías paternas también tuvieron un grupo llamado las Hermanas Fleta (Elia y Paloma). Debido al trabajo de su padre, vivieron su niñez en Barranquilla y su adolescencia en Lima.  A partir de 1971 viven en Barcelona y Madrid y es en este país que el dúo es invitado a un homenaje televisivo dedicado a su abuelo. Allí las escucha el compositor y arreglista Juan Carlos Calderón, quien ya había trabajado previamente con sus tías. Ese mismo año graban bajo la dirección de Calderón en los estudios del sello Zafiro de Barcelona un EP con dos canciones 'Cae la lluvia' y 'Fue una lágrima', composiciones recientes de Elia.
De vuelta en Barranquilla, tras presentarse en un evento de beneficencia con la Dakarett Blues Band, las hermanas son escuchadas por Graciela Arango de Tobón, quien las recomienda a Álvaro Arango, director musical de Codiscos, y después de escucharlas por teléfono y conocerlas en Barranquilla decide grabar un disco con ellas en Medellín. Los arreglos y dirección musical del disco son encargados a Jimmy Salcedo, quien ya era famoso en la escena jazzística de Bogotá, exintegrante de los Be-Bops, entrevistador televisivo y creador de La Onda Tres.
Después de la publicación de su segundo disco, Elia decide abandonar las actuaciones televisivas y dedicarse por completo a su formación universitaria en pedagogía musical.

## Influencia
En 2014 el sello madrileño Munster Records reedita su música. En abril de 2019 la banda costarricense Las Robertas presenta una versión de Pesadilla en Coachella.